# Tropikamid
Tropikamid (Midrijacil) je antiholinergik koji se koristi kao midrijatik.

## Stereokemija
Tropikamid sadrži stereocentar i sastoji se od dva enantiomera. Ovo je racemat, tj. Smjesa od 1: 1 ( R ) i ( S ) - oblik:
| Enantiomeri tropikamida | Enantiomeri tropikamida |
| ----------------------- | ----------------------- |
| CAS-Nummer: 92934-63-9  | CAS-Nummer: 92934-64-0  |

## Upotreba
Tropikamid je antimuskarinski lek koji proizvodi kratkotrajnu midrijazu (dilataciju zenica) i cikloplegiju. Primenjuje se u obliku kapi za oči. On se koristi kao sredstvo za omogućavanje lakšeg pregleda sočiva, staklastog tela, i mrežnjače. Usled njegove relativno kratke dužine trajanja (4–8 sati), on se tipično koristi tokom pregleda očiju, mada nalazi primenu i pri očnoj hirurgiji. Cikloplegijske kapi se često koriste za lečenje anteriornog uveitisa, umanjenje rizika posteriorne sinehije i umanjivanje inflamacija anteriorne komore oka.

## Spoljašnje veze
|  | Molimo Vas, obratite pažnju na važno upozorenje u vezi sa temama iz oblasti medicine (zdravlja). |